# 삼중 알파 과정

삼중알파과정(triple alpha process)은 세 개의 헬륨 원자핵(알파 입자)가 탄소로 변화하는 핵융합 과정이다.
이 급격한 핵융합 반응은 100,000,000 켈빈의 온도에서, 즉 헬륨이 풍부한 항성 내부에서만 발생할 수 있다. 오래된 항성 내부에는 양성자-양성자 연쇄나 CNO 순환의 결과로 생성된 헬륨이 쌓여있게 된다. 항성의 붕괴를 지탱하던 수소 연소가 끝나게 되면, 중심핵은 스스로의 중력에 의해 붕괴하게 되며, 붕괴는 압력을 증가시키고, 따라서 중심핵의 온도는 급격히 증가한다. 이윽고 헬륨 연소가 가능해지는 온도에 도달하면, 다음과 같은 반응이 시작된다.
4He + 4He ↔ 8Be - 92 KeV
8Be + 4He ↔ 12C + γ + 7.367 MeV
이 과정에서 방출되는 순에너지는 7.275 MeV이다.
첫 번째 과정에서 발생하는 베릴륨-8은 불안정하며, 2.6×10-16 초 정도에 두 개의 헬륨핵으로 붕괴한다. 하지만 헬륨 연소가 일어나는 상황이라면, 베릴륨-8은 소수나마 평형상태로 존재할 수 있으며, 다른 알파 입자를 포획하여 탄소-12로 변하게 된다. 즉 탄소-12를 형성하기 위해서는 세 개의 알파 입자가 필요하며, 이러한 이유로 "삼중 알파 과정"이라고 불린다.
삼중 알파 과정이 어지간해서는 발생하지 않기 때문에, 탄소를 형성하기 위해서는 오랜 시간이 필요하다. 이는 빅뱅시에 탄소가 형성되지 않았음을 의미한다. 즉 빅뱅 이후 급격히 온도가 감소하여 핵융합에 필요한 온도 이하로 떨어졌기 때문이다.
일반적으로 삼중 알파 과정이 발생하는 확률은 극도로 낮다. 하지만 베릴륨-8의 바닥 상태의 에너지는 거의 두 개의 알파 입자의 에너지와 동일하다. 두 번째 과정에서의 베릴륨-8과 헬륨-4의 에너지의 합은 탄소-12의 들뜬 상태에서의 에너지와 같다. 이러한 이유로, 입사 알파 입자가 베릴륨-8과 융합해서 탄소를 형성할 확률은 크게 증가하게 된다.
삼중 알파 과정의 부가적인 효과로서, 일부 탄소 원자핵은 추가의 헬륨과 결합하여 산소의 안정한 동위원소를 형성하고 에너지를 방출한다.
12C + 4He → 16O + γ
여기서 발생한 산소가 다른 알파 입자와 결합하여 네온을 형성하는 다음 연쇄 과정은 핵-스핀 법칙에 따라 발생하는 것이 매우 어렵다. 이러한 까닭으로 항성 핵합성은 부산물로 엄청난 양의 탄소와 산소를 형성하지만 네온 및 기타 무거운 원소는 만들어내지 못한다. 탄소 및 산소는 이른바 헬륨 핵융합의 찌꺼기이다.
핵융합 과정은 철까지의 원소만 형성할 수 있다. 더 무거운 원소의 경우는 주로 중성자 포획에 의해 만들어진다. 느린 중성자 포획 과정인 S-과정은 무거운 원소의 거의 반을 만들어내며, 다른 반은 빠른 중성자 포획 과정인 R-과정에 의해서 초신성 등에서 만들어지는 것으로 알려져 있다.

## 반응률 및 항성 진화
삼중 알파 과정은 항성 물질의 온도 및 밀도에 영향을 매우 받는다. 반응시 발생하는 에너지는 거의 온도의 40승 및 밀도의 제곱에 비례한다. 이에 반해 양성자-양성자 연쇄는 온도의 4승 및 밀도에 비례한다.
온도에의 의존도가 높은 이유로 말미암아, 삼중 알파 과정은 항성 진화의 늦은 시기, 즉 적색거성 정도에 발생한다.
낮은 질량의 별에서는, 중심핵에 쌓이는 헬륨은 전자 축퇴압에 의해 중력에 의한 붕괴가 멈춘다. 즉 중심핵의 부피는 압력이 아닌 원자핵의 밀도에 의해 결정된다. 이때, 헬륨 섬광이라는 현상을 통해서 삼중 알파 과정이 시작되며, 온도는 증가하게 된다. 수 분 정도 지속되는 이 과정은 중심핵에 쌓여있던 헬륨의 60-80%를 소진하며, 막대한 에너지를 만들어 낸다.
질량이 훨씬 큰 별에서는, 헬륨 연소는 탄소핵을 둘러싼 껍질에서 시작된다. 헬륨 연소에 의해 발생하는 에너지는 온도를 증가시키며 별을 팽창시킨다. 별의 팽창은 헬륨층의 온도를 낮추며, 반응을 중단시키고, 과정은 반복된다. 이러한 순환되는 과정은 별을 매우 반짝이게 하며, 또한 별의 외부 층의 물질을 팽창 과정을 통해 날려보내어 주변의 성간매질을 풍요롭게 한다.

## 발견
삼중 알파 과정은 헬륨-4 및 베릴륨-8과 공명하는 탄소-12에 매우 의존하며, 이러한 에너지 준위는 1952년에서야 발견되었다. 천체물리학자인 프레드 호일은 탄소-12가 우주에 풍부하며, 인간의 존재 역시 탄소-12에 의존한다는 사실을 이용하여 탄소-12의 공명을 설명하였다. 프레드는 이러한 생각을 핵물리학자인 Willy Fowler에서 설명하였는데, 윌리는 기존 탄소-12의 연구가 미처 해당 에너지 준위를 발견하지 못했을 가능성이 있다는 것을 시인하였다. 그들은 얼마간의 연구 끝에, 7.65 MeV 근처에서 공명을 발견하였다.

## 같이 보기
- 양성자-양성자 연쇄
- CNO 순환
- 탄소 연소 과정